# Jasmine Directory
Jasmine Directory es un directorio web parcialmente comercial proporcionando sitios web clasificados por tema y región. Creado por dos estudiantes húngaros y rumanos, el directorio ofrece una gama de trece categorías basadas en temas y una categoría basada en la región con recursos manualmente seleccionados y revisados para sus usuarios. Jasmine Directory también cuenta con un blog donde los usuarios pueden encontrar una lista de los principales directorios web, consejos de marketing para pequeñas empresas e información sobre la historia de las computadoras.
Los editores de Jasmine Directory añaden manualmente recursos al índice (90% de los listados en el Jasmine Directory se agregaron manualmente, de acuerdo con el cofundador Robert Gomboș); los propietarios de sitios también pueden sugerir sus sitios web para su revisión mediante el pago de una cuota, sin embargo, la inclusión no está garantizada si los recursos sugeridos no cumplen con las directrices editoriales. Debido a la discreción editorial que implica el proceso de inclusión, los motores de búsqueda visualizan listados en "directorios de calidad" como citas valiosas. Los propietarios de sitios web relatan que someter sus sitios a los directorios web puede ser un procedimiento de mérito.

## Historia
Fundado en 2006 y puesto en marcha en 2009 en la Universidad de Tecnología y Economía de Budapest por Pécsi András y Robert Gomboș, el proyecto fue desarrollado utilizando un código de núcleo creado por TOLRA Micro Systems Limited.
Actualmente, Jasmine Directory es propiedad de GnetAds, que tiene su sede en Valley Cottage, Nueva York.

## Estructura
El Jasmine Directory es relativamente rico en contenido. El directorio tiene un total de 10.901 sitios web organizados en 14 categorías. El contenido del directorio es específico en el tema. Algunas de las categorías en el Jasmine Directory son: Artes y Humanidades, Negocios y Finanzas, Computadoras y Tecnología, Salud y Belleza, Casa y Jardín y Internet y Marketing. Otras categorías son Niños y Adolescentes, Ocio y Viajes, Noticias y Política, Gente y Sociedad, Recreación y Deportes, Regional, Ciencia y Referencia y Compras y Comercio Electrónico. Jasmine Directory proporciona subcategorías a las categorías primarias que también están ordenadas alfabéticamente.

## Revisiones
En 2013 y 2014, el Jasmine Directory fue calificado por Ken Anderson – propietario y operador de Magic City Morning Star – en sus "los diez principales directorios web", donde cada directorio se revisa trimestralmente. Ken también calificó a Jasmine Directory en cinco áreas clave: estética (8/10), tamaño (9/20), intuitividad (19/20), calidad (22/25) y utilidad (22/25). Ann Smarty – vendedor de la búsqueda y columnista de Entrepreneur – menciona el Jasmine Directory como proporcionar una "experiencia valiosa a sus usuarios".
Moz había asignado a Jasmine Directory una Autoridad de Dominio de 60/100, una Autoridad de Página de 67/100, un MozRank de 6,81 y un MozTrust de 6,64. Su Majestic Trust Flow es 59, mientras que el Citation Flow es 49. Hasta mayo de 2017, su rango de tráfico Alexa es 20.763.